# Peter Emberger

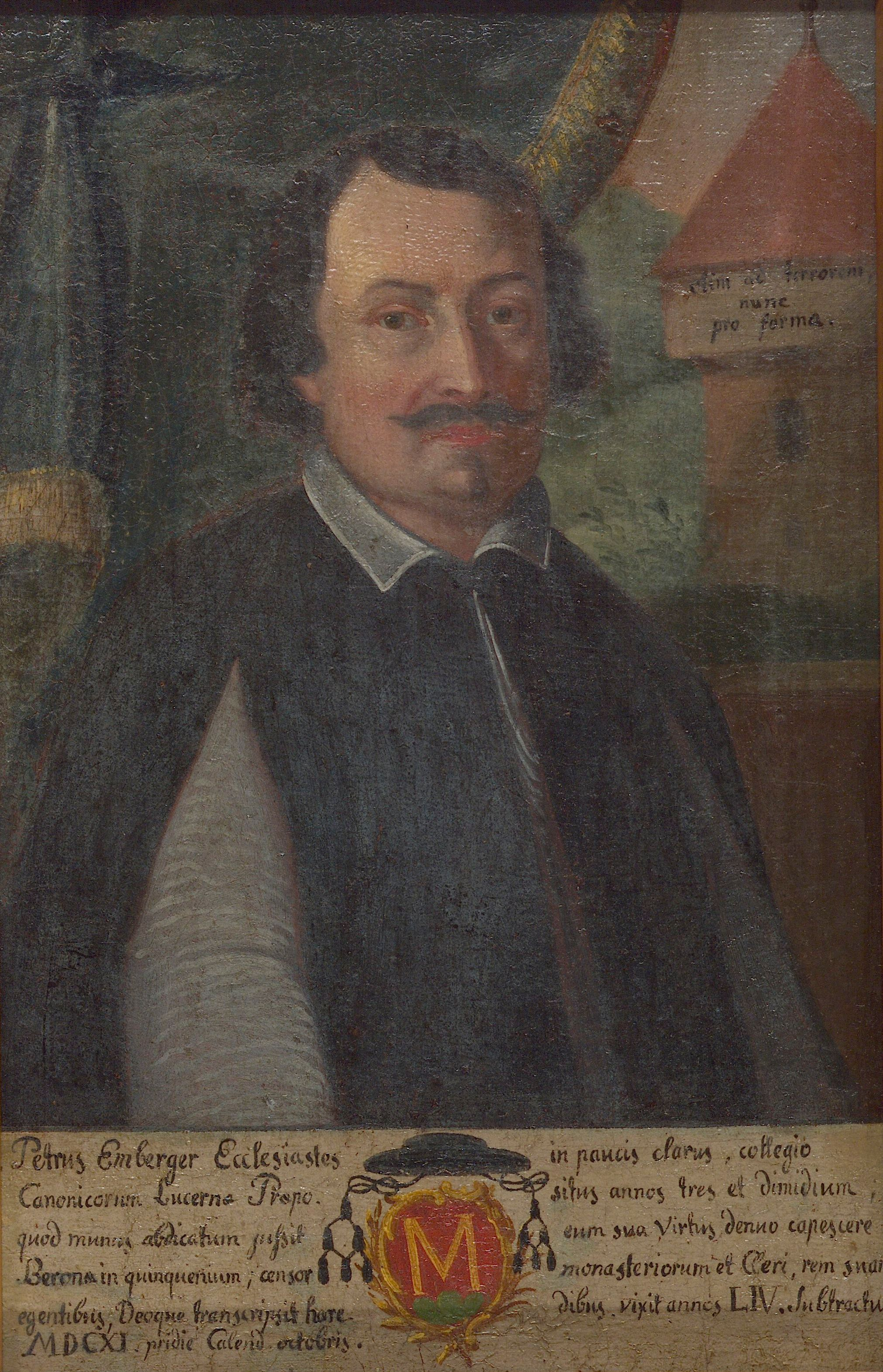
Porträt von Peter Emberger

Peter Emberger (* um 1557 in Luzern; † 30. September 1611 ebenda) war ein Schweizer Geistlicher.

## Leben
Peter Emberger war ein Sohn des Luzerner Seidentuchhändlers Konrad Emberger und der Küngold Ziegler. Er besuchte das Luzerner Jesuitengymnasium und studierte als einer der ersten Schweizer von 1573 bis 1576 und von 1578 bis 1583 am Collegium Helveticum in Mailand Philosophie und Theologie.
1583 zum Priester geweiht, wurde er Pfarrer in Risch und 1584 Leutpriester in Baden. Obwohl er offenbar nicht Chorherr war, wurde er am 22. September 1589 zum Propst des Stifts im Hof gewählt, resignierte dieses Amt aber schon am 24. Oktober 1591. Von 1588 bis 1609 war er Visitator und Reformator der Frauenklöster Rathausen und Eschenbach. Nachdem er eigenmächtig 1609 in Rathausen eine Äbtissin eingesetzt hatte, wurde er von diesem Posten abberufen.
Vom 21. Dezember 1605 bis zum 12. Dezember 1607 war er Kommissär des Bischofs Jakob Fugger von Konstanz für den Stand Luzern. Am 30. Juni 1607 wurde er als Nichtkapitular von Schultheiss und Rat von Luzern zum Propst von Beromünster gewählt. Zum Kapitel stand er in gespanntem Verhältnis, wurde aber von der Regierung, vom Bischof und vom Nuntius unterstützt. Das Luzerner Kanonikat resignierte er am 4. April 1610.